# Susanne le Pelley
Susanne le Pelley, nata le Gros (... – 1733) è stata la decima dama di Sark dal 1730 fino alla sua morte.
Nata Susanne Le Gros, figlia di John Le Gros, giudice, e Elizabeth Le Pelley, sposò  Nicholas Le Pelley. Acquistò il titolo e il feudo di Sark da Joseph Wilcocks, l'erede di James Milner con l'eredità ottenuta alla morte del marito, avvenuta nel 1719. Benché abbia governato per pochissimi anni ha il merito di aver trasferito la Seigneurie dal suo originario sito, costruito da Hellier de Carteret in persona, al sito attuale, una splendida casa edificata sulle rovine di un antico monastero. Alla sua morte il titolo passò al figlio Nicolas le Pelley.
Nell'inverno del 1731 l'isola fu colpita da un'epidemia di vaiolo.